# Quella strana casa
Quella strana casa (Grandmother's House) è un film del 1988 diretto da Peter Rader.

## Trama
Dopo la morte dei loro genitori, Lynn e il fratello minore David vanno a vivere dai nonni. Il comportamento dei due anziani appare fin da subito insolito ai ragazzi, i quali, dopo averli spiati per un po', scoprono che sono due assassini.

## Distribuzione
- Negli USA il film è distribuito su VHS nel 1989 e in DVD nel 2003 distribuito entrambi dalla Omega Entertainment Ltd.
- In Italia uscì in VHS nel 1989 distribuito dalla Skorpion Home Video, sulla copertina della VHS è presente sia il titolo italiano che inglese, mentre in DVD nel 2007 presentata da "Le case del male" e distribuito da Nico Mastorakis, MHE ideal entertainment e DNA, il DVD nonostante sia in italiano sulla copertina mantiene il titolo in inglese.